# Episodi di Soy Luna (seconda stagione)
La seconda stagione di Soy Luna, in America Latina, è stata divisa in due parti da 40 episodi, la prima è andata in prima TV dal 17 aprile 2017 al 9 giugno 2017, la seconda dal 7 agosto 2017 al 29 settembre 2017. In Italia la prima da 40 episodi è andata in onda dal 8 maggio 2017 al 30 giugno 2017 e infine la seconda da altri 40 episodi andata in onda dal 25 settembre 2017 al 7 dicembre 2017.
| n°                               | Titolo originale                                          | Titolo italiano                         | Prima TV America Latina | Prima TV Italia  | Prima TV Rai Gulp |
| -------------------------------- | --------------------------------------------------------- | --------------------------------------- | ----------------------- | ---------------- | ----------------- |
| Prima parte: La vida es un sueño |                                                           |                                         |                         |                  |                   |
| 1                                | ¿Un sueño o una pesadilla?, sobre ruedas                  | Un nuovo anno                           | 17 aprile 2017          | 8 maggio 2017    | 7 marzo 2018      |
| 2                                | Un sol y una luna, sobre ruedas                           | Vivere in streaming                     | 18 aprile 2017          | 9 maggio 2017    | 8 marzo 2018      |
| 3                                | Una actitud sospechosa, sobre ruedas                      | La gelosia di Jim                       | 19 aprile 2017          | 10 maggio 2017   | 9 marzo 2018      |
| 4                                | Atrapada por la cámara, sobre ruedas                      | Il segreto di Matteo                    | 20 aprile 2017          | 11 maggio 2017   | 10 marzo 2018     |
| 5                                | El primer Open del año, sobre ruedas                      | L'esibizione canora all'Open            | 21 aprile 2017          | 12 maggio 2017   | 11 marzo 2018     |
| 6                                | ¡Luna es Sol Benson!, sobre ruedas                        | Alla scoperta del passato               | 24 aprile 2017          | 15 maggio 2017   | 12 marzo 2018     |
| 7                                | Una nueva competencia, sobre ruedas                       | Dov'è andata Sharon?                    | 25 aprile 2017          | 16 maggio 2017   | 13 marzo 2018     |
| 8                                | Un plan contra Luna, sobre ruedas                         | Estirpare l'erba cattiva                | 26 aprile 2017          | 17 maggio 2017   | 14 marzo 2018     |
| 9                                | Una cámara rota, sobre ruedas                             | Alla ricerca della maschera             | 27 aprile 2017          | 18 maggio 2017   | 15 marzo 2018     |
| 10                               | Una fiesta de disfraces, sobre ruedas                     | Festa al Roller Band                    | 28 aprile 2017          | 19 maggio 2017   | 16 marzo 2018     |
| 11                               | Un incendio en la pista, sobre ruedas                     | Cuori in fiamme                         | 1º maggio 2017          | 20 maggio 2017   | 17 marzo 2018     |
| 12                               | Secretos del pasado, sobre ruedas                         | Incendio al Roller                      | 2 maggio 2017           | 23 maggio 2017   | 18 marzo 2018     |
| 13                               | Una ilusión, sobre ruedas                                 | Una fidanzata per Matteo                | 3 maggio 2017           | 24 maggio 2017   | 19 marzo 2018     |
| 14                               | Una ayuda, sobre ruedas                                   | Rivelazioni                             | 4 maggio 2017           | 25 maggio 2017   | 20 marzo 2018     |
| 15                               | Un plan para el Roller, sobre ruedas                      | Una notizia esplosiva                   | 5 maggio 2017           | 26 maggio 2017   | 21 marzo 2018     |
| 16                               | ¿Ámbar es Sol Benson?, sobre ruedas                       | La teoria di Nina                       | 8 maggio 2017           | 27 maggio 2017   | 22 marzo 2018     |
| 17                               | ¿El Roller va a cerrar?, sobre ruedas                     | Rivoluzione tecnologica                 | 9 maggio 2017           | 30 maggio 2017   | 23 marzo 2018     |
| 18                               | Las esperanzas se rompen, sobre ruedas                    | Open addio                              | 10 maggio 2017          | 31 maggio 2017   | 24 marzo 2018     |
| 19                               | Una nueva esperanza, sobre ruedas                         | Il sospetto di Alfredo                  | 11 maggio 2017          | 1º giugno 2017   | 25 marzo 2018     |
| 20                               | Adiós Roller, sobre ruedas                                | Addio al Jam & Roller                   | 12 maggio 2017          | 2 giugno 2017    | 26 marzo 2018     |
| 21                               | ¿Descubren la verdad?, sobre ruedas                       | La fuga di Amanda                       | 15 maggio 2017          | 3 giugno 2017    | 27 marzo 2018     |
| 22                               | El Roller no se cerrará, sobre ruedas                     | Di nuovo in pista                       | 16 maggio 2017          | 6 giugno 2017    | 28 marzo 2018     |
| 23                               | Celos, sobre ruedas                                       | La nuova allenatrice                    | 17 maggio 2017          | 7 giugno 2017    | 29 marzo 2018     |
| 24                               | Una nueva entrenadora, sobre ruedas                       | Prove generali                          | 18 maggio 2017          | 8 giugno 2017    | 30 marzo 2018     |
| 25                               | La grabación de la coreografía, sobre ruedas              | Il segreto di Amanda                    | 19 maggio 2017          | 9 giugno 2017    | 31 marzo 2018     |
| 26                               | Lágrimas y disculpas, sobre ruedas                        | Un cuore spezzato                       | 20 maggio 2017          | 12 giugno 2017   | 1º aprile 2018    |
| 27                               | Una disculpa, sobre ruedas                                | Il video unlike                         | 23 maggio 2017          | 13 giugno 2017   | 2 aprile 2018     |
| 28                               | ¿Un nuevo amor?, sobre ruedas                             | Il falso invalido                       | 24 maggio 2017          | 14 giugno 2017   | 3 aprile 2018     |
| 29                               | Matteo se va de los adrenaline, sobre ruedas              | Come Sherlock Holmes                    | 25 maggio 2017          | 15 giugno 2017   | 4 aprile 2018     |
| 30                               | Mentiras, sobre ruedas                                    | La verità, solo la verità               | 26 maggio 2017          | 16 giugno 2017   | 5 aprile 2018     |
| 31                               | Una pelea, sobre ruedas                                   | L'antipatica allenatrice                | 27 maggio 2017          | 17 giugno 2017   | 6 aprile 2018     |
| 32                               | ¿Matteo quiere volver con Luna?, sobre ruedas             | Scacco matto                            | 30 maggio 2017          | 20 giugno 2017   | 7 aprile 2018     |
| 33                               | Un mensaje, sobre ruedas                                  | Le apparenze ingannano                  | 31 maggio 2017          | 21 giugno 2017   | 8 aprile 2018     |
| 34                               | Quiero volver al equipo, sobre ruedas                     | Decisioni da prendere                   | 1º giugno 2017          | 22 giugno 2017   | 9 aprile 2018     |
| 35                               | La verdad está cerca, sobre ruedas                        | Malintesi e incomprensioni              | 2 giugno 2017           | 23 giugno 2017   | 10 aprile 2018    |
| 36                               | El regreso del equipo del Roller, sobre ruedas            | La principessa di Matteo                | 3 giugno 2017           | 24 giugno 2017   | 11 aprile 2018    |
| 37                               | Una nueva pareja, sobre ruedas                            | Duello tra coppie                       | 6 giugno 2017           | 27 giugno 2017   | 12 aprile 2018    |
| 38                               | ¿Quién se va?, sobre ruedas                               | Il ritorno di Felicity                  | 7 giugno 2017           | 28 giugno 2017   | 13 aprile 2018    |
| 39                               | Una declaración amorosa, sobre ruedas                     | Confessare la verità                    | 8 giugno 2017           | 29 giugno 2017   | 14 aprile 2018    |
| 40                               | Un accidente, sobre ruedas (Parte 1)                      | Dichiarazione d'amore                   | 9 giugno 2017           | 30 giugno 2017   | 15 aprile 2018    |
| Seconda parte: Un nuevo comienzo |                                                           |                                         |                         |                  |                   |
| 41                               | Un accidente, sobre ruedas (Parte 2)                      | Lutteo: sì o no?                        | 7 agosto 2017           | 2 ottobre 2017   | 16 aprile 2018    |
| 42                               | Una medallita, sobre ruedas                               | Il Ciondolo                             | 8 agosto 2017           | 3 ottobre 2017   | 17 aprile 2018    |
| 43                               | Más cerca de la verdad, sobre ruedas                      | Sei tu Rosa?                            | 9 agosto 2017           | 4 ottobre 2017   | 18 aprile 2018    |
| 44                               | Una carta, sobre ruedas                                   | Si può vivere di musica                 | 10 agosto 2017          | 5 ottobre 2017   | 19 aprile 2018    |
| 45                               | Un Open Music de oportunidad, sobre ruedas (parte 1)      | Il nuovo Open Music                     | 11 agosto 2017          | 9 ottobre 2017   | 20 aprile 2018    |
| 46                               | Un Open Music de oportunidad, sobre ruedas (parte 2)      | Tante opportunità                       | 14 agosto 2017          | 10 ottobre 2017  | 21 aprile 2018    |
| 47                               | Las votaciones del concurso, sobre ruedas                 | La verità si avvicina                   | 15 agosto 2017          | 11 ottobre 2017  | 22 aprile 2018    |
| 48                               | La lucha por Simón, sobre ruedas                          | La lotta per Matteo                     | 16 agosto 2017          | 12 ottobre 2017  | 23 aprile 2018    |
| 49                               | ¿Mi Novio o mi Mejor Amigo?, Sobre Ruedas                 | Il mio ragazzo o il mio migliore amico? | 17 agosto 2017          | 16 ottobre 2017  | 24 aprile 2018    |
| 50                               | La fiesta de gala, sobre ruedas (Parte 1)                 | La festa di gala                        | 18 agosto 2017          | 17 ottobre 2017  | 25 aprile 2018    |
| 51                               | La fiesta de gala, sobre ruedas (Parte 2)                 | Nuovi sentimenti                        | 21 agosto 2017          | 18 ottobre 2017  | 26 aprile 2018    |
| 52                               | ¿Quién soy yo?, sobre ruedas                              | Chi sono io?                            | 22 agosto 2017          | 19 ottobre 2017  | 27 aprile 2018    |
| 53                               | Secretos y mentiras, sobre ruedas                         | Segreti e bugie                         | 23 agosto 2017          | 23 ottobre 2017  | 28 aprile 2018    |
| 54                               | Llegadas y reencuentros, sobre ruedas                     | Un nuovo amico                          | 24 agosto 2017          | 24 ottobre 2017  | 29 aprile 2018    |
| 55                               | La verdadera Juliana, sobre ruedas                        | Il segreto di Juliana                   | 25 agosto 2017          | 25 ottobre 2017  | 30 aprile 2018    |
| 56                               | Algo raro, sobre ruedas                                   | Qualcosa non quadra                     | 28 agosto 2017          | 26 ottobre 2017  | 1º maggio 2018    |
| 57                               | Un falso romance, sobre ruedas                            | Un falso amore                          | 29 agosto 2017          | 30 ottobre 2017  | 2 maggio 2018     |
| 58                               | Una invitada especial, sobre ruedas                       | Un video pericoloso                     | 30 agosto 2017          | 31 ottobre 2017  | 3 maggio 2018     |
| 59                               | Un patín roto, sobre ruedas                               | Un pattino rotto                        | 31 agosto 2017          | 1º novembre 2017 | 4 maggio 2018     |
| 60                               | La competencia, sobre ruedas                              | Un'altra prova                          | 1º settembre 2017       | 2 novembre 2017  | 5 maggio 2018     |
| 61                               | Secretos de la família Benson, sobre ruedas               | I segreti della famiglia Benson         | 4 settembre 2017        | 6 novembre 2017  | 6 maggio 2018     |
| 62                               | El fin de Lutteo, sobre ruedas                            | La fine di Lutteo                       | 5 settembre 2017        | 7 novembre 2017  | 7 maggio 2018     |
| 63                               | Un culpable, sobre ruedas                                 | Una decisione inevitabile               | 6 settembre 2017        | 8 novembre 2017  | 8 maggio 2018     |
| 64                               | Una investigación, sobre ruedas                           | L'investigazione                        | 7 settembre 2017        | 9 novembre 2017  | 9 maggio 2018     |
| 65                               | Una propuesta especial, sobre ruedas                      | Una proposta speciale                   | 8 settembre 2017        | 13 novembre 2017 | 10 maggio 2018    |
| 66                               | Matteo celoso, sobre ruedas                               | La gelosia di Matteo                    | 11 settembre 2017       | 14 novembre 2017 | 11 maggio 2018    |
| 67                               | ¿Algo más que amigos?, sobre ruedas                       | La verità in una scatola                | 12 settembre 2017       | 15 novembre 2017 | 12 maggio 2018    |
| 68                               | Mensaje oculto, sobre ruedas                              | Rose nere                               | 13 settembre 2017       | 16 novembre 2017 | 13 maggio 2018    |
| 69                               | Cerca de la verdad, sobre ruedas                          | Una sfida decisiva                      | 14 settembre 2017       | 20 novembre 2017 | 14 maggio 2018    |
| 70                               | ¿Mi verdadera identidad?, sobre ruedas                    | La mia vera identità?                   | 15 settembre 2017       | 21 novembre 2017 | 15 maggio 2018    |
| 71                               | ¿Dónde está Sol Benson?, sobre ruedas                     | Dov'è Sol Benson?                       | 18 settembre 2017       | 22 novembre 2017 | 16 maggio 2018    |
| 72                               | Esperando una respuesta, sobre ruedas                     | Le cose si complicano                   | 19 settembre 2017       | 23 novembre 2017 | 17 maggio 2018    |
| 73                               | Ámbar es descubierta, sobre ruedas                        | Matteo in crisi                         | 20 settembre 2017       | 27 novembre 2017 | 18 maggio 2018    |
| 74                               | Un momento de confesiones, sobre ruedas                   | La disfatta di Ambar                    | 21 settembre 2017       | 28 novembre 2017 | 19 maggio 2018    |
| 75                               | Mucho más que un sueño, sobre ruedas                      | Il sogno di Luna                        | 22 settembre 2017       | 29 novembre 2017 | 20 maggio 2018    |
| 76                               | Espionaje, trampas y más problemas, sobre ruedas          | Spionaggi, imbrogli e altri problemi    | 25 settembre 2017       | 30 novembre 2017 | 21 maggio 2018    |
| 77                               | Un secreto no tan secreto, sobre ruedas                   | Vincere il Roda Fest                    | 26 settembre 2017       | 4 dicembre 2017  | 22 maggio 2018    |
| 78                               | Un viaje a Cancún, sobre ruedas                           | Il viaggio a Cancún                     | 27 settembre 2017       | 5 dicembre 2017  | 23 maggio 2018    |
| 79                               | La final de la Rodafest en México, sobre ruedas (Parte 1) | Luna è Sol Benson                       | 28 settembre 2017       | 6 dicembre 2017  | 24 maggio 2018    |
| 80                               | La final de la Rodafest en México, sobre ruedas (Parte 2) | La vita è un sogno                      | 29 settembre 2017       | 7 dicembre 2017  | 25 maggio 2018    |